# Jorge Usón
Jorge Usón (Saragossa, 19 de gener de 1980) és un actor i cantant aragonès conegut pels seus treballs en  Buñuel en el laberinto de las tortugas (2018), Brigada Costa del Sol (2019) i Con lo bien que estábamos (Ferretería Esteban) (2020), entre altress. Guanyador de dos Premis de la Unión de Actores, ambdós en 2017, i dos Premis Max (2012, 2024).

## Biografia
Usón va néixer a Saragossa però, sent molt jove, els seus pares es van traslladar a Ontinar de Salz. Va ser allí on va fundar, amb 15 anys, la companyia teatral rural Las Tornas, dirigida per María José Giral,  i des d'on va començar la seva marxa integrant durant onze anys diferents companyies de teatre aficionades i grups universitaris
Entre els seus múltiples muntatges destaca Noches de Amor Efímero, de Paloma Pedrero, pel qual va obtenir el Premi a Millor Actor en el Festival Nacional de Teatre Aficionat d'Alfajarín.
Va estudiar Medicina en la Universitat de Saragossa i va realitzar el M.I.R. de Psiquiatria a l'Hospital Gregorio Marañón de Madrid. En 2008 es va titular com a especialista en Psiquiatria i va exercir en l'àmbit de la sanitat pública i la privada fins a 2018, any en què va deixar la professió mèdica per a dedicar-se de ple a la interpretació.
Va començar la seva formació com a actor de la mà de Eva Lesmes, Will Keen, Declan Donelland i Fernando Piernas.
Va obtenir un Grau superior en tècnica vocal Voice-Craft (Jo Still) amb Paul Farringtom, Helen Rowson i Viv Manning. Escola Eòlia d'Arts Escèniques de Barcelona. Qualitat de baríton.

## Trajectòria
Usón va debutar professionalment, en 2001, de la mà de Oistros Producciones amb la comèdia Vamos a Contar Mentiras, d'Alfonso Paso. En 2007 va protagonitzar i coescribió al costat del director Alberto Castrillo-Ferrer i l'actriu Carmen Barrantes el musical Cabaré de Caricia y Puntapié, que rendia tribut a Boris Vian, pel qual van guanyar el Premi Max al Millor Espectacle Musical l'any 2010. En 2010 va fundar a Saragossa la seva pròpia companyia al costat de Carmen Barrantes, Laura Gómez-Lacueva i Hernán Romero: Nueve de Nueve Teatro; des de llavors treballa en aquesta companyia i per a tercers al costat de noms destacats del teatre.
En 2009, va tenir la seva primera experiència televisiva a Aragón TV, en el programa d'esquetxs En el Fondo Norte, i en un episodi de la sèrie Doctor Mateo d'Antena 3. A partir de 2014 va començar a aparèixer en nombroses i conegudes sèries televisives.
En 2018, Nueve de Nueve Teatro va produir el musical Con lo bien que estábamos (Ferretería Esteban), escrit i dirigit per José Troncoso amb música de Mariano Marín, amb Amelia Hernández en la producció executiva, actuant Usón al costat de Carmen Barrantes i al pianista Néstor Ballesteros. La funció es va estrenar amb èxit en el Teatro Principal de Saragossa durant les festes del Pilar i va ser l'encarregada d'obrir la temporada del Teatro Español de Madrid a la seva Sala Principal després de l'aturada provocada pel confinament al setembre de 2020, aconseguint un gran èxit de públic i crítica, i pel que va rebre, un any més tard, dos Premis Max.
El 2020 Usón va escriure i dirigir la seva opera prima: La Tuerta, estrenada a Saragossa i interpretada per la granadina María Jáimez.
El primer protagonista en cinema li va arribar amb la pel·lícula d'animació Buñuel en el laberinto de las tortugas, guanyadora d'un Premi Goya, on Usón interpreta la veu de Luis Buñuel. La seva participació en el curtmetratge documental Por qué escribo, de Gaizka Urresti, li va valer el Premi Simón 2014 a Millor Interpretació i el premi al Millor Actor en SCIFE (Festival de Cinema de Fuentes de Ebro) 2013. Pel llargmetratge Incerta glòria va rebre el  Premi Unión de Actores al millor actor de repartiment de cinema el 2018.

## Teatre
- 2005 Misiles melódicos (Sanchis Sinisterra). Dir. David Amitín y Carlos Martín. Música Gabriel Sopeña.[23]
- 2007 Yo no soy un Andy Warhol (Alfonso Plou). Dir. Carlos Martín. Música J.J. Gracia (Musical).[24]
- 2007 27 veces Hamlet. Dir. Lola Baldrich.[25]
- 2007 75 por ciento. Dir. Carlos Martín. Musical de Enrique Bunbury para Expo agua 2008.[26]
- 2008-2012 Luces de Bohemia (Valle Inclán). Dir. Carlos Martín.[27]
- 2010 Siete segundos. Dir. David Amitin.[28]
- 2011 THE SINFLOW en el Madison Square Garden en 3d. Dir. Miguel Ángel Lamata.[29]
- 2012-2013 Al Dente (Jorge Usón). Dir. Alberto Castrillo-Ferrer.[30]
- 2013-2014 Feelgood (Alistair Beaton). Dir. Alberto Castrillo-Ferrer.[31][32][33]
- 2014 La criatura (o ¿Sabe el pez lo que es el agua?), de S. Sinisterra. Dir. Vanessa Montffort.[34]
- 2015 Golfus de Roma (Sondheim). Dir. Jesús Castejón.[35]
- 2015 Yernos que aman. Dir. Abril Zamora.[36]
- 2015-2016 Invernadero (Harold Pinter) Dir. Mario Gas.[37]
- 2016 ¡Cómo está Madriz! Dir. Miguel del Arco.[38]
- 2016 El Hogar del Monstruo. Dir. Vanessa Montfort.[39]
- 2017 Arte (Yazmina Reza) Dir. Miguel del Arco.[40]
- 2019 Madre Coraje. Dir. Ernesto Caballero.[41]
- 2019 Firmado Lejárraga (Vanessa Monfort) Dir. Miguel Ángel Lamata.[42]
- 2020 La Tuerta. Autor y Dir. Jorge Usón.[43][44]
- 2020-2021 Con lo bien que estábamos (Ferretería Esteban). Dir. José Troncoso. Música Mariano Marín.
- 2021 El Salto de Darwin (Sergio Blanco). Dir. Natalia Menéndez.[45][46]
- 2023 Life is a Dream (Declan Donelland) Festival Internacional d'Edimburg.[47]

## Filmografia
| Cinema    | Cinema                                                              |
| --------- | ------------------------------------------------------------------- |
| 2007      | Cuídala bien. Dir. Javier Macipe.                                   |
| 2012      | Efímera. Dir. Javier Macipe.                                        |
| 2013-2014 | También la lluvia (doblatge) Dir. Iciar Bollaín.                    |
| 2014      | El encamado. Dir. Germán Roda.                                      |
| 2014      | ¿Por qué escribo?. Documental. Dir. Gaizka Urresti i Vicky Calavia. |
| 2015      | Marsella. Dir. Belén Macías.                                        |
| 2015      | La novia. Dir. Paula Ortiz.                                         |
| 2016      | Novatos. Dir. Pablo Aragües.                                        |
| 2016      | Nuestros amantes Dir Ángel Lamata.                                  |
| 2017      | Incerta glòria Dir. Agustí Villaronga.                              |
| 2017      | Miau. Dir Ignacio Estaregui.                                        |
| 2017      | Los Futbolísimos. Dir Miguel Ángel Lamata.                          |
| 2018      | Buñuel en el laberinto de las tortugas Dir. Salvador Simó.          |
| 2020      | Julieteta Dir. Alejandro de Vega i Álvaro Moriano.                  |
| 2020      | El Espacio Vacío Dir. Nata Moreno.                                  |
| 2021      | Negociadora Dir. Alfredo Andreu.                                    |
| 2021      | Camera Café, la película. Dir. Ernesto Sevilla.                     |
| 2022      | Para entrar a vivir Dir. Pablo Aragüés i Marta Cabrera.             |
| 2022      | Voy a pasármelo bien. Dir. David Serrano.                           |
| 2022      | Mi Vida al Principio (curt) Ana Puentes.                            |
| 2022      | Fleta, Tenor, Mito (Documental) Germán Roda.                        |
| 2022      | Solo un Ensayo (curt) Ugo Sanz.                                     |
| 2023      | Hildegart de Paula Ortiz.                                           |

| Televisió | Televisió                                        |
| --------- | ------------------------------------------------ |
| 2013      | Aída.                                            |
| 2013-2015 | B&B, de boca en boca                             |
| 2015      | Águila Roja                                      |
| 2016      | Víctor Ros. 2a temporada.                        |
| 2016      | La Catedral del mar.                             |
| 2016-2017 | Grupo 2 de Homicidios.                           |
| 2017-2018 | Amar es para siempre                             |
| 2018      | Arde Madrid. Dir Paco León.                      |
| 2018      | Brigada Costa del Sol.                           |
| 2019      | Pardo por la música Dir. Jesús Ponce.            |
| 2019      | Capítulo 0                                       |
| 2020      | Veneno                                           |
| 2020-2021 | By Ana Milán                                     |
| 2021      | Sequía Dir. Joaquín Llamas.                      |
| 2022      | Las noches de Tefía. Creada per Miguel del Arco. |
| 2022-2023 | Días mejores. Dir: Alejo Flah.                   |
| 2023      | Galgos de Movistar +.                            |
| 2024      | Las abogadas de TVE.                             |
| 2024      | La Vida Breve de MOVISTAR+.                      |
| 2024      | Las Largas Sombras de Disney +.                  |
| 2024      | Su Majestad d'Amazon.                            |

## Música
En 2011 va fundar, com a vocalista, el grup musical Decarneyhueso amb el qual va publicar el seu primer disc en 2018, titulat Puse mi patria en el vuelo. El van presentar en el Festival Internacional Pirineos Sur i van acabar la gira al Teatro Español de Madrid.. L'any 2020 va veure treure el segon àlbum, titulat El Oficio del Mar, amb la col·laboració de músics com Ara Malikian i Pepe Rivero, presentant-se en 2021 al madrileny Teatro Fernán Gómez.
El 2024, el grup publica la cançó Bachátame, de la qual és intèrpret i autor al costat de coautor de la lletra al costat del seu company Jesús Garrido. Ana Belén, després de coincidir amb Usón en el rodatge de la pel·lícula, Islas, de Marina Seresesky, va decidir fer la seva pròpia versió del tema en el seu futur disc, i amb Usón formant part del cor.

## Premis i reconeixements
Premis de la Unión de Actores y Actrices
| Any  | Categoria                                | Pel·lícula     | Resultat  |
| ---- | ---------------------------------------- | -------------- | --------- |
| 2017 | Millor actor de repartiment en cinema    | Incerta glòria | Guanyador |
| 2017 | Millor actor protagonista de teatre      | Arte           | Guanyador |
| 2024 | Millor actor de repartiment en televisió | Las abogadas   | Guanyador |

Premis Simón
| Any  | Categoria            | Pel·lícula          | Resultat  |
| ---- | -------------------- | ------------------- | --------- |
| 2013 | Millor interpretació | Por qué escribo     | Guanyador |
| 2017 | Millor interpretació | Incerta glòria      | Nominat   |
| 2017 | Millor interpretació | Grupo 2. Homicidios | Nominat   |
| 2022 | Millor actor         | Para entrar a vivir | Guanyador |